# Tu seras mon fils
Tu seras mon fils ist ein französisches Filmdrama von Gilles Legrand aus dem Jahr 2011.

## Inhalt
Paul de Marseul ist in der elften Generation Inhaber eines Weinguts in der Gironde im Distrikt Saint Emilion, in dem er Weine der Spitzenklasse produziert. Übernommen hat er den Betrieb im Alter von 17 Jahren nach dem plötzlichen Tod des Vaters. Er verehrte seinen Vater, von dem er alles über Weinbau gelernt hat, und dessen Urne aus Bronze einen prominenten Platz auf Pauls Arbeitsplatz im Weinkeller hat.
Martin, der einzige Sohn, hat Weinbau studiert und möchte jetzt mehr Verantwortung im väterlichen Betrieb übernehmen. Er will neue Produktionsmethoden einführen und Kooperationen der Domäne mit ausländischen Interessenten eingehen, zu denen er schon Kontakt aufgenommen hat. Paul hält seinen Sohn aber als Nachfolger für ungeeignet. Die beiden haben nichts gemeinsam. Paul hält Martin für einen Schwächling, der auf seinen Nägeln herumkaut und auf väterliche Kritik mit unterdrückten Tränen reagiert. Außerdem setzt Paul den Sohn – auch öffentlich – unter Druck, endlich einen Sohn zu zeugen.
Der langjährige Freund, Verwalter und Kellermeister Pauls, François Amelot, ist schwer an Krebs erkrankt, außerdem rückt die Ernte näher. Amelots Sohn Philippe, der in San Francisco gerade dabei ist, sein Weinbaustudium abzuschließen, kehrt daraufhin nach Hause zurück, wo er von Paul wie der „verlorene Sohn“– so nennt ihn Martin – empfangen wird. Philippe teilt Pauls tiefes Interesse für den Weinbau, seine Sensibilität für alle feinsten Geschmacks- und Geruchsnuancen des Weins. Die beiden Männer sind offensichtlich auf einer Welle. Während Martin gerne als Jogger mit Kopfhörern auf den Ohren im Weinberg unterwegs ist, lässt Philippe sich die Erde durch die Hand rieseln und begutachtet mit Paul deren Qualität.
Paul bittet Philippe die Leitung der Ernte zu übernehmen, übergeht seinen Sohn, demütigt ihn zudem vor den Augen der Mitarbeiter und der Familie. Martin ist tief verletzt, reagiert gekränkt und bricht die freundschaftlichen Beziehungen zu Philippe ab. Als Paul in Paris zum Ritter der Ehrenlegion ernannt wird, verheimlicht er das vor der Familie, nimmt aber Philippe zur Preisverleihung mit, wo er ihn mit wichtigen Leuten aus der internationalen Weinbranche bekannt macht.
Paul bespricht mit seinem Notar die Möglichkeit, Philippe als Sohn zu adoptieren und als Erben der Domäne einzusetzen. Willigt Philippe nicht ein, wird er die Domäne verkaufen. Im folgenden Gespräch Philippes mit seinen Eltern sieht die Mutter den Vorschlag positiv, die kommenden Millionen vor den Augen und in der Aussicht, den Sohn für immer in ihrer Nähe zu behalten. Amelot aber warnt seinen Sohn eindringlich vor Pauls Machenschaften. Der Sohn wird seine Freiheit und Unabhängigkeit für immer verlieren, sobald Paul ihn in den Klauen hat. Als Paul der Frau seines Sohnes den Vorschlag macht, Martin großzügig auszuzahlen, damit sie die Domäne verlassen, reagiert sie mit Empörung und Abscheu. Martin betrinkt sich, steigt ins Auto, das Auto überschlägt sich. Martin kommt schwer verletzt mit dem Leben davon.
Als Paul zu einem Kontrollgang in den Weinkeller hinuntersteigt, stellt Amelot die Entlüftung ab und verriegelt die Kellertüren, die er am nächsten Morgen heimlich wieder öffnet. Paul liegt tot auf dem Kellerboden, vergiftet von den Gasen aus den Weinfässern. Bei der Kremation ist nur Sohn Martin zugegen. Nach der Rückkehr auf das Weingut nimmt Martin die Urne an sich, geht in den Weinberg, schüttet die Asche auf den Boden und tritt sie mit den Füßen in die Erde.

## Produktion und Veröffentlichung
Tu seras mon fils ist der dritte Spielfilm von Gilles Legrand, der den Film auch produzierte und am Drehbuch beteiligt war. Drehorte waren das Chateau Clos Fourtet, Saint Emilion, die Abbaye Royale du Moncel in Pontpoint, sowie verschiedene Orte in Paris, u. a. das Grand Hôtel International, Hermès in der Rue du Faubourg Saint-Honoré und der Friedhof Père-Lachaise.
Die Dreharbeiten dauerten vom 30. August bis zum 5. November 2010. Die Szenen der Weinlese wurden bereits im September 2010, vor Beginn der eigentlichen Lese gedreht, um die Weinlese selbst nicht zu stören. Mitarbeiter der Domaine waren als Statisten beteiligt.
Für Niels Arestrup war es der 60. Film seiner Karriere. Für Nicolas Bridet, der bisher nur Nebenrollen im französischen Kino gespielt hatte, war es die erste große Rolle in einem Film. 2011 erhielt er für seine Performance eine Nominierung für einen César als bester Nachwuchsschauspieler.
Der Titel des Films bezieht sich auf eine Stelle in der Offenbarung des Johannes (Offb 21,7 ), und zwar in der Vulgata-Übersetzung, bzw. in der Übersetzung der King-James-Bibel. Die Stelle in der Vulgata „et ero illi Deus et ille erit mihi filius“, in der King-James-Bibel mit „I will be his God, and he shall be my son“ übersetzt, wird sowohl im französischen als auch im englischen Titel leicht abgewandelt übernommen.
Die Filmmusik schrieb Armand Amar. Seit La Jeune Fille et les Loups (2008) hat Amar für alle Spielfilme des Regisseurs die Musik geschrieben.
Es spielen die Prager Philharmoniker unter der Leitung von Miriam Němcová. In den Anfangs- und in den Schlusssequenzen des Films singt die Sopranistin Sandrine Piau Cum dederit von Vivaldi in einer Bearbeitung von Armand Amar. Das Textzitat ist eine Stelle aus Psalm 126 in der Übersetzung der Vulgata und lautet: „Cum dederit dilectis suis somnum. Ecce haereditas Domini, filii merces fructus ventris“. Das Chanson Les mots bleus wird von Alain Bashung gesungen.
Premiere in Frankreich war am 4. Juli 2011, in Deutschland kam der Film nicht in die Kinos. 2012 veröffentlichte das Label Universal eine DVD in französischer Sprache mit einem ausführlichen Kommentar des Regisseurs, einem Gespräch zwischen dem Regisseur und Lorànt Deutsch über die Interpretation seiner Rolle, und mit einem Gespräch zwischen dem Regisseur und leitenden Mitarbeitern des Weinguts Chateau Clos Fourtet.

## Kritik
Der Film erreichte bei Rotten Tomatoes eine Positiv-Quote von 89 % auf der Grundlage von 37 Filmkritiken.
Der Observer nennt den Film eine Parabel, „ein ebenso überzeugendes Porträt eines Generationenkonflikts wie ein glatter Psychothriller im Ton Shakespeares“ und schreibt dann: „Mr Arestrup gibt eine Vollblut-Performance als die faszinierendste Figur des Films, der sich auf der Grenze seniler Reizbarkeit und abgrundtiefer Bosheit bewegt. [. . .] Es sieht so aus, dass nichts diesen kaltherzigen Mann zu Zärtlichkeit bewegen kann – nicht mal der Wein, der nur dazu dient, seine Gehässigkeit zu verstärken.“
Christy Lemire vom Filmportal rogerebert.com widmet dem Film eine ausführliche Analyse und schreibt: „Das ist Stoff einer griechischen Tragöde, besonders mit der herausragenden Präsens des großartigen Arestrup im Zentrum. Paul ist gewiß ein schreckliches menschliches Wesen – selbstsüchtig und gefühllos – aber in seinem üblen Verhalten steckt auch ein gewisser schwarzer Humor. Armand Amars dramatische klassische Musik betont das Gefühl von „'Gravitas' “. Aber Legrand gelingt es, die Geschichte nicht zu „soapy“ oder bedeutungsschwer zu erzählen, einfach weil die Inszenierung so subtil und das Schauspiel so nuanciert ist.“